# Namangan (tỉnh)
Tỉnh Namangan là một tỉnh của Uzbekistan. Tỉnh nằm ở phần phía nam của thung lũng Fergana một phần xa phía đông của đất nước. Tỉnh tọa lạc bên bờ phải của sông Syr Darya và biên giới với Kyrgyzstan, tỉnh Fergana và tỉnh Andijan. Tỉnh có diện tích 7.900 km2. Dân số ước tính khoảng 1.970.000 người, với hơn 62% dân số sống ở nông thôn.
Tỉnh Namangan được chia thành 11 huyện hành chính. Thủ đô là thành phố Namangan (pop est 410.000 cư dân). Các thành phố lớn khác bao gồm Kosonsoy, Pop, Uchqo'rg'on, To'raqo'rg'on, Chortoq, Haqqulobod và Chust.
Khí hậu lục địa thường có sự khác biệt cực giữa mùa đông và nhiệt độ mùa hè.
Các nguồn tài nguyên thiên nhiên bao trữ lượng dầu mỏ, khí đốt tự nhiên, vàng, chì, đồng, thạch anh và antimon. Nông nghiệp chính bao gồm bông, làm vườn và dâu tằm, chăn nuôi gia súc, bao gồm chăn nuôi dê.
Công nghiệp là chủ yếu dựa trên hàng dệt may, với hai khu phức hợp lớn sản xuất lụa, một nhà máy sản xuất vải không dệt, chế biến sợi bông, dệt may nhỏ hơn rất nhiều, da và các nhà máy giày dép. Khu vực này cũng là một trung tâm sản xuất thủ công mỹ nghệ truyền thống của Uzbek, đặc biệt là dao.